# Ла-Верн (Каліфорнія)
Ла-Верн (англ. La Verne) — місто (англ. city) в США, в окрузі Лос-Анджелес штату Каліфорнія. Населення — 31 334 особи (2020).

## Географія
Ла-Верн розташована за координатами 34°7′14″ пн. ш. 117°46′12″ зх. д. / 34.12056° пн. ш. 117.77000° зх. д. (34.120521, -117.769928).  За даними Бюро перепису населення США в 2010 році місто мало площу 22,18 км², з яких 21,83 км² — суходіл та 0,34 км² — водойми.

## Демографія
Згідно з переписом 2010 року, у місті мешкали 31 063 особи в 11 261 домогосподарстві у складі 8213 родин. Густота населення становила 1401 особа/км².  Було 11686 помешкань (527/км²).
Расовий склад населення:
| - 74,2 % — білих - 7,7 % — азіатів - 3,4 % — чорних або афроамериканців - 0,9 % — корінних американців - 0,2 % — вихідців з тихоокеанських островів - 9,1 % — осіб інших рас |

До двох чи більше рас належало 4,5 %. Частка іспаномовних становила 31,0 % від усіх жителів.
За віковим діапазоном населення розподілялося таким чином: 21,3 % — особи молодші 18 років, 61,8 % — особи у віці 18—64 років, 16,9 % — особи у віці 65 років та старші. Медіана віку мешканця становила 42,9 року. На 100 осіб жіночої статі у місті припадало 89,9 чоловіків;  на 100 жінок у віці від 18 років та старших — 87,2 чоловіків також старших 18 років.
Середній дохід на одне домашнє господарство  становив 94 725 доларів США (медіана — 74 631), а середній дохід на одну сім'ю — 109 033 долари (медіана — 96 424). Медіана доходів становила 65 328 доларів для чоловіків та 51 281 долар для жінок. За межею бідності перебувало 8,2 % осіб, у тому числі 11,3 % дітей у віці до 18 років та 5,1 % осіб у віці 65 років та старших.
Цивільне працевлаштоване населення становило 14 324 особи. Основні галузі зайнятості: освіта, охорона здоров'я та соціальна допомога — 29,0 %, роздрібна торгівля — 12,4 %, науковці, спеціалісти, менеджери — 10,2 %.